# Francisco Varguillas
Francisco Varguillas Aquino (Caracas, Venezuela, 6 de octubre de 1830-Ibidem, 23 de marzo de 1900) fue un ingeniero, militar y político venezolano. Fue ministro de Guerra y Marina en 1863.

## Biografía
Hijo de Francisco Javier Varguillas, capitán del Ejército Libertador y de María Aquino. En 1849, ingresa a la Academia de Matemáticas de Caracas y recibe en 1855 su despacho como teniente de ingenieros destinado a la primera compañía de la brigada de artillería con guarnición en Valencia. En 1857, es trasladado a Caracas como ayudante del batallón de Zapadores. Después del derrocamiento del gobierno de José Tadeo Monagas durante la Revolución de Marzo de 1858, Varguillas se retira del ejército. Unido al grupo que proclama el «grito de la Federación» en Caracas, debe huir para Curazao y Santo Domingo, donde permanece exiliado. Desembarca en Píritu en octubre de 1861, junto con el general Rafael Guillermo Urdaneta Vargas. Primer ayudante del general Juan Crisóstomo Falcón, ayudante del general Juan Bautista García y luego del general Jesús María Hernández, participa en la batalla de Araure el 4 de enero de 1862.
Dirige la columna de infantería que libra el combate de La Peñita el 2 de abril de 1862. Es subsecretario de Guerra y Marina entre julio de 1863 hasta 1864. Posteriormente se establece en San Felipe en 1865. Al año siguiente, es llamado para servir como ayudante del general Manuel Ezequiel Bruzual. Subjefe del Estado Mayor General del ejército en 1868, participa en la campaña contra la Revolución de Coro del general León Colina en 1874 y es nombrado interventor de la aduana de La Vela de Coro. Fiscal de Instrucción Primaria del estado Yaracuy en 1876, desempeña la presidencia del estado Portuguesa en abril de 1880 y es nombrado miembro del Consejo Federal en 1882. Diputado principal por el estado Lara, asume la presidencia de la Cámara de Diputados en 1885. Fue dominado por el Partido Liberal  para la presidencia del estado Lara en 1888. Posteriormente fue llamado por el presidente Juan Pablo Rojas Paúl para administrar la aduana marítima de Puerto Cabello.